# 広島女子オープンゴルフ
広島女子オープンゴルフ（ひろしまじょしオープンゴルフ）は、1973年から1996年まで行われた広島テレビ主催による日本女子プロゴルフ協会公認の女子プロゴルフトーナメントである。

## 概要
前年の1972年より広島テレビが開局10周年記念で開催した男子ツアー・「広島オープンゴルフ」（のちの「ウッドワンオープン広島ゴルフトーナメント」・2007年終了）の成功を受けて開催された。当初はスポンサーなしだったが、1984年から1985年はユニデン、1985年から1988年はUCC上島珈琲、1989年から1991年は石亭開発→サザレコーポレーションが務めた。
1992年から1993年は、「カトキチクイーンズゴルフトーナメント」（2007年終了）と統合され「カトキチクイーンズカップ・広島女子オープン」として開催された。1994年からは再び分離および佐竹製作所（現:サタケ）がスポンサーとなったが、1996年を最後に終了し23年の歴史に幕を下ろした。
開催コースは広島県での開催が多かったが、関東地方で開催された時期もあった。

## 大会歴代優勝者
| 広島女子オープンゴルフトーナメント               | 広島女子オープンゴルフトーナメント | 広島女子オープンゴルフトーナメント | 広島女子オープンゴルフトーナメント |
| 開催年                                           | 優勝者名                           | 開催地                             | 開催コース                         |
| ------------------------------------------------ | ---------------------------------- | ---------------------------------- | ---------------------------------- |
| 1973年                                           | 山崎小夜子                         | 広島県                             | 広島カンツリー倶楽部八本松コース   |
| 1974年                                           | 二瓶綾子                           | 広島県                             | 広島カンツリー倶楽部八本松コース   |
| 1975年                                           | 涂阿玉                             | 広島県                             | 松永カントリークラブ               |
| 1976年                                           | 涂阿玉                             | 広島県                             | 広島カンツリー倶楽部八本松コース   |
| 1977年                                           | 涂阿玉                             | 広島県                             | 広島カンツリー倶楽部八本松コース   |
| 1978年                                           | 小林法子                           | 広島県                             | 富士三次カントリークラブ           |
| 1979年                                           | 大迫たつ子                         | 広島県                             | 賀茂カントリークラブ               |
| 1980年                                           | 森口祐子                           | 広島県                             | 広島カンツリー倶楽部八本松コース   |
| 1981年                                           | 西田智恵子                         | 広島県                             | 富士三次カントリークラブ           |
| 1982年                                           | 大迫たつ子                         | 広島県                             | 広島カンツリー倶楽部八本松コース   |
| 1983年                                           | 岡田美智子                         | 広島県                             | 広島カンツリー倶楽部八本松コース   |
| ユニデン広島女子オープンゴルフトーナメント       |                                    |                                    |                                    |
| 1984年                                           | 米山みどり                         | 広島県                             | 広島カンツリー倶楽部西条コース     |
| ユニデンレディスジャパン                         |                                    |                                    |                                    |
| 1985年                                           | 涂阿玉                             | 千葉県                             | 長太郎カントリー倶楽部             |
| UCCレディス                                      |                                    |                                    |                                    |
| 1986年                                           | 岡田美智子                         | 埼玉県                             | 寄居カントリークラブ               |
| 広島UCCレディース                                |                                    |                                    |                                    |
| 1987年                                           | 大迫たつ子                         | 広島県                             | 広島カンツリー倶楽部八本松コース   |
| UCCレディス                                      |                                    |                                    |                                    |
| 1988年                                           | 大迫たつ子                         | 千葉県                             | かずさカントリークラブ             |
| ウイングフィールドカップ石亭レディス             |                                    |                                    |                                    |
| 1989年                                           | 山崎千佳代                         | 栃木県                             | ウイングフィールドゴルフ倶楽部     |
| SAZALEクイーンズ                                 |                                    |                                    |                                    |
| 1990年                                           | 山崎千佳代                         | 栃木県                             | ウイングフィールドゴルフ倶楽部     |
| 1991年                                           | 具玉姫                             | 栃木県                             | ウイングフィールドゴルフ倶楽部     |
| カトキチクイーンズカップ広島女子オープン         |                                    |                                    |                                    |
| 1992年                                           | 黄璧洵                             | 広島県                             | 富士三次カントリークラブ           |
| 1993年                                           | 木村敏美                           | 広島県                             | 松永カントリークラブ               |
| サタケジャパンクラシック・広島女子オープンゴルフ |                                    |                                    |                                    |
| 1994年                                           | 西田智慧子                         | 広島県                             | 広島カンツリー倶楽部西条コース     |
| 1995年                                           | 福嶋晃子                           | 広島県                             | 広島カンツリー倶楽部西条コース     |
| 1996年                                           | ローラ・デービース                 | 広島県                             | 広島カンツリー倶楽部西条コース     |

## テレビ放送
広島県での開催に戻った1992年以降は第2日・最終日が広島テレビ制作・日本テレビ系列で放送された。
関東圏での開催だったころ（石亭開発→サザレコーポレーションの協賛時代など）は諸事情により系列外のテレビ東京の制作（共催に加わっていたかは不明）で同系列局での放送となった年度もあるが、この間も広島県では広島テレビがスポンサードネットにより先行または遅れネットで放送していた。